# World Hearing Day

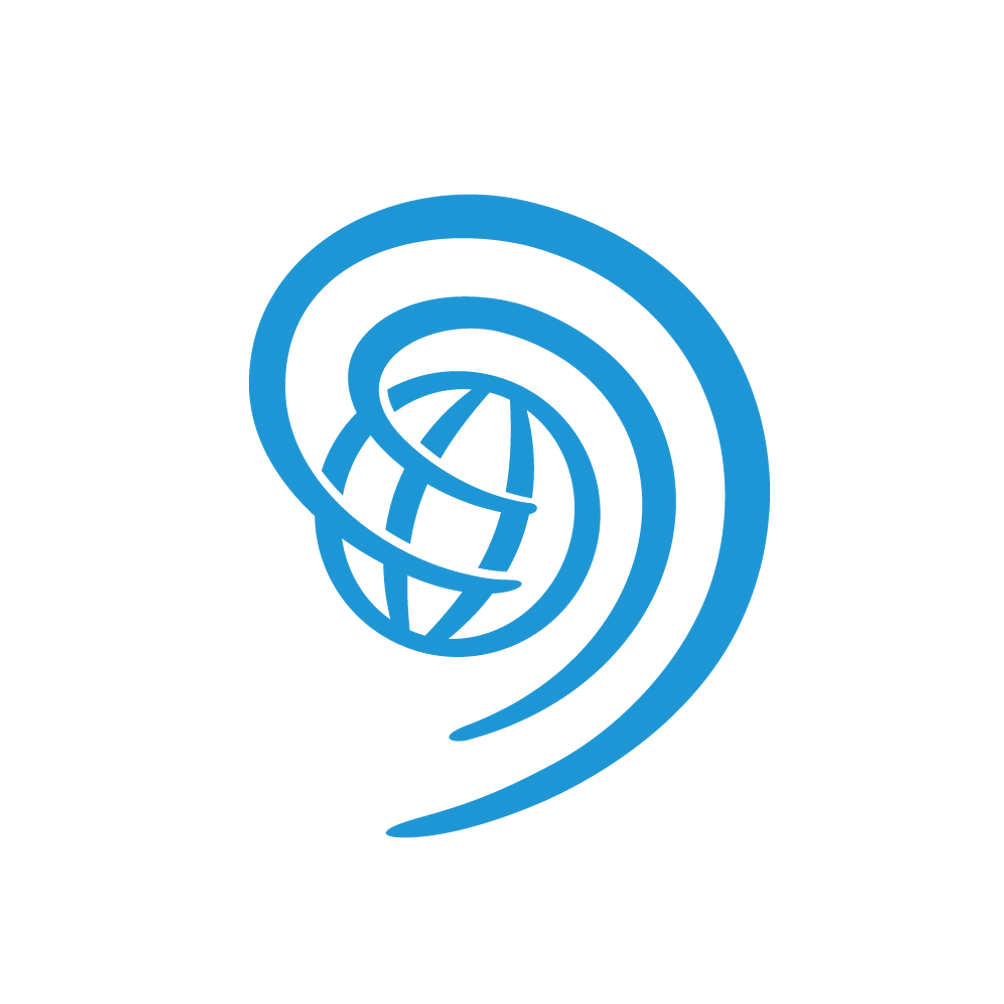
Logo van World Hearing Day

World Hearing Day wordt elk jaar op 3 maart over de hele wereld gemarkeert. Het is een initiatief van de Wereldgezondheidsorganisatie (WHO). De doelstellingen van de campagne zijn het delen van informatie over hoorzorg en het promoten van acties gericht op preventie van gehoorverlies en het verbeteren van hoorzorg. Men kan als individu of als organisatie deelnemen, bijvoorbeeld door campagnemateriaal te delen en outreach-acties te organiseren. Zie eerdere voorbeelden worden gegeven in de jaarlijkse verslagen van de World Hearing Day. Om deelname te erkennen, moet men zich registreren en rapporteren over hun activiteit. 
De eerste editie vond plaats in 2015. Voor die tijd stond World Hearing Day bekend als Internationale Ear Care Day. Jaarlijks kiest de WHO een thema, ontwikkelt educatief materiaal en stelt dit in meerdere talen gratis ter beschikking. Het coördineert en rapporteert ook over evenementen over de hele wereld. 